# Bistum Palmira
Das Bistum Palmira (lat.: Dioecesis Palmiranus, span.: Diócesis de Palmira) ist eine in Kolumbien gelegene römisch-katholische Diözese mit Sitz in Palmira.

## Geschichte
Das Bistum Palmira wurde am 17. Dezember 1952 durch Papst Pius XII. aus Gebietsabtretungen des Erzbistums Popayán und des Bistums Cali errichtet. Am 29. Juni 1966 gab das Bistum Palmira Teile seines Territoriums zur Gründung des Bistums Buga ab. Das Bistum Palmira ist dem Erzbistum Cali als Suffraganbistum unterstellt.

## Bischöfe von Palmira
- Jesús Antonio Castro Becerra, 1952–1983
- José Mario Escobar Serna, 1983–2000
- Orlando Antonio Corrales García, 2001–2007, dann Erzbischof von Santa Fe de Antioquia
- Abraham Escudero Montoya, 2007–2009
- Edgar de Jesús García Gil, 2010–2024
- Rodrigo Gallego Trujillo, seit 2024

## Weblinks

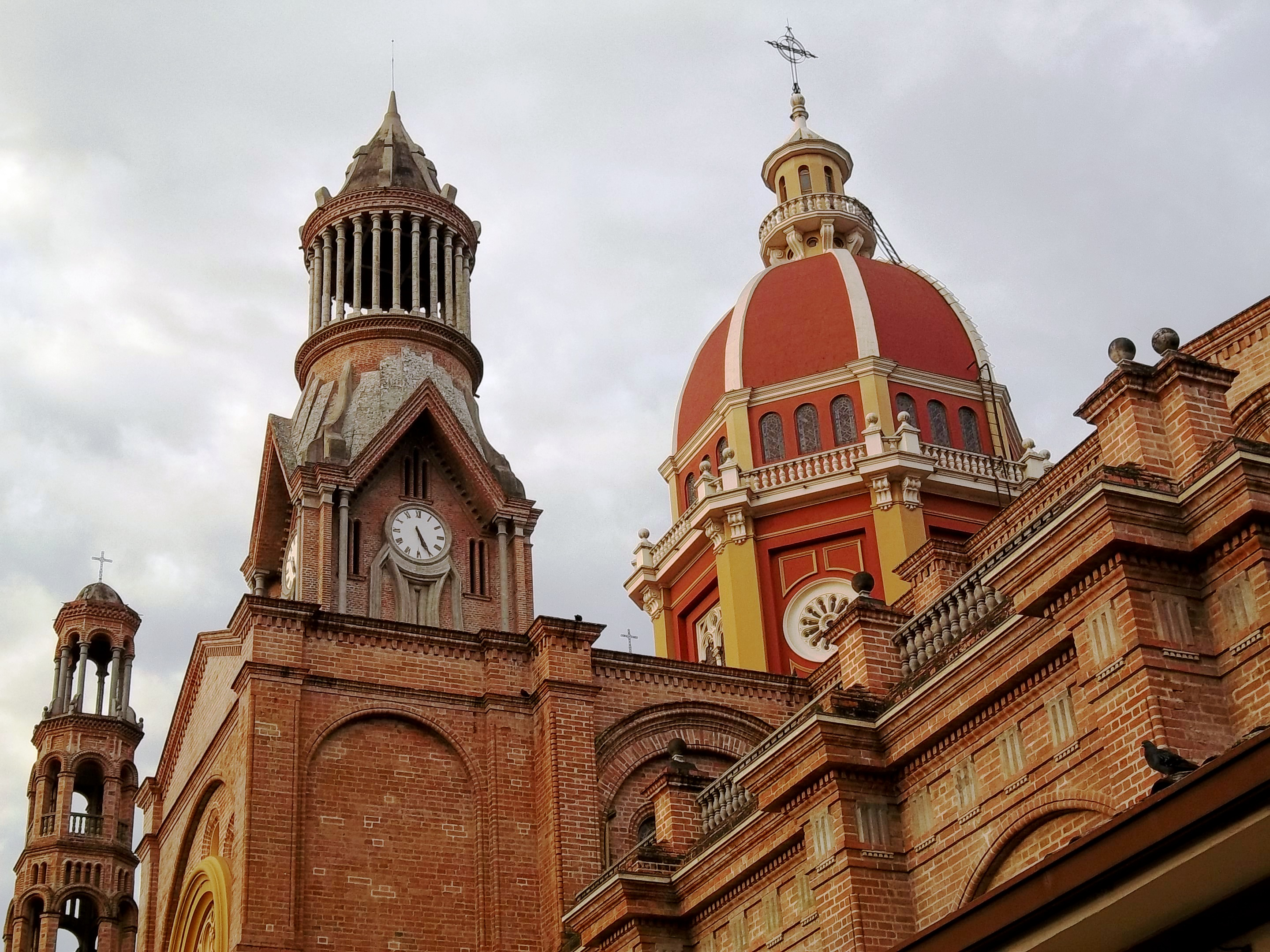
Kathedrale in Palmira